# Harry Trihey
Temple de la renommée : 1950
Henry Judah Trihey (né le 25 décembre 1877 à Montréal au Canada - mort le 9 décembre 1942 à Montréal) est un joueur amateur canadien de hockey sur glace avant la professionnalisation du hockey sur glace en Amérique du Nord. Il joue au poste de centre pour les Shamrocks de Montréal et est considéré comme un des meilleurs attaquants de son époque, menant son équipe plusieurs fois à la conquête de la Coupe Stanley.
Après la fin de sa carrière de joueur, Trihey devient un avocat dans la ville de Montréal, gérant sa propre compagnie tout en restant dans le monde du hockey en faisant partie de la direction de la Ligue canadienne de hockey amateur.

## Biographie

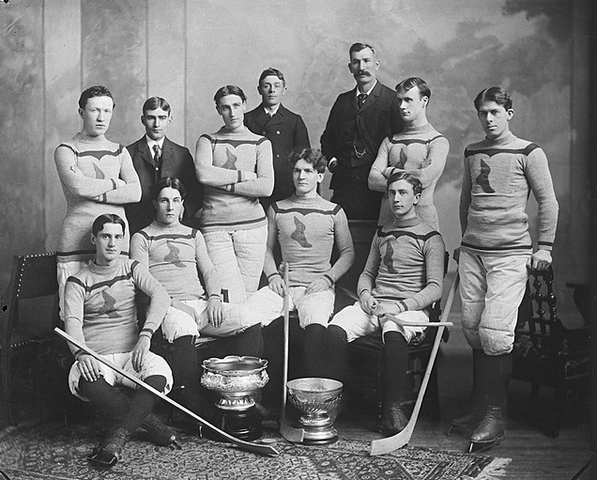
Les Shamrocks de Montréal en 1899. Trihey est assis, troisième en partant de la gauche.

Trihey naît le 25 décembre 1877 à Montréal dans la ville du Québec au Canada. Il commence le hockey sur glace dans l'équipe de Montréal de son école de St. Mary's entre 1893 et 1896 ; il joue également avec les Orioles de Montréal de l'Association de hockey amateur du Québec en 1896. Il joue une rencontre avec les Shamrocks de Montréal de la Ligue canadienne de hockey amateur en 1897 avant de jouer toute la saison 1898 avec l'équipe. Aligné avec Arthur Farrell et Fred Scanlan en 1899, Trihey est nommé capitaine des Fighting Irish. Il est alors le meilleur buteur de la saison avec 19 réalisations. Le 4 février 1899, Trihey inscrit 10 buts au cours d'un seul match contre les Bulldogs de Québec. Avec 7 victoires et 1 défaite, les Shamrocks finissent premiers du classement juste devant les Victorias de Montréal.
L'équipe remporte ainsi la Coupe Stanley ; dix jours plus tard, les Shamrocks défendent leur nouveau trophée en battant l'université Queen's sur le score de 6-2. Au cours de la saison 1900, l'équipe des Shamrocks doit faire face à plusieurs défis. Tout d'abord, en février 1900, les Shamrocks sont opposés aux Victorias de Winnipeg de la Manitoba Hockey League  pour un nouveau défi joué au meilleur des trois matchs et les trois rencontres sont jouées en cinq jours. Malgré une victoire 4-3 de Winnipeg lors de la première rencontre, les Victorias s'inclinent face aux Shamrocks 3-2 puis 5-4, le but de la victoire étant inscrit pour les Shamrocks par  Trihey,. Le second défi de la saison est joué quelques jours avant la fin de la saison de la CAHL contre les Crescents de Halifax de la Maritime Professional Hockey League et les champions en titre conservent la Coupe avec deux victoires à zéro et un score cumulé de 21 à 2,. Quelques jours plus tard, la saison régulière de la CAHL est terminée, et les Shamrocks finissent en tête avec sept victoires et une défaite. Avec 17 buts, Trihey est une nouvelle fois le meilleur buteur du circuit et le 18 janvier 1900, il inscrit cinq buts lors d'un match contre Victoria.
Blessé à la main, Trihey est diminué pour la saison 1901 et n'inscrit que 7 buts en autant de rencontres. En janvier 1901, l'équipe des Shamrocks joue un défi contre les Victorias de Winnipeg, équipe qui compte dans ses rangs Dan Bain. Les joueurs de Winnipeg remportent le premier match 4-3 et à la fin du temps réglementaire du deuxième match, les deux équipes sont à égalité 1-1, les buts étant marqués par Trihey pour Montréal et Bain pour Winnipeg. Finalement, Bain offre la Coupe Stanley au Manitoba en inscrivant le but de la victoire au bout de quatre minutes de prolongation. Trihey met fin à sa carrière à la suite de cette saison.
Trihey est un joueur atypique pour son époque : il incite ainsi son équipe à préparer des tactiques offensives plutôt que d'improviser sur la glace. Il pense également que les défenseurs ne sont pas juste bons à relancer le palet devant mais peuvent aussi apporter le danger en attaque. Même s'il arrête donc de joueur en 1901, il reste dans le monde du hockey en devenant dans un premier temps le secrétaire et trésorier de la Ligue canadienne de hockey amateur. Par la suite, il devient arbitre de hockey tout en restant conseiller auprès de l'organisation des Shamrocks. 
Au cours de la Première Guerre mondiale, il s'engage et aide à mettre en place un bataillon du Corps expéditionnaire canadien de canadiens d'origine irlandaise . En 1950, il est admis au Temple de la renommée du hockey, huit ans après sa mort.

## Statistiques
| Saison | Équipe                | Ligue |    | Saison régulière | Saison régulière |    | Coupes Stanley | Coupes Stanley |
| Saison | Équipe                | Ligue | PJ | B                | PJ               | B  |                |                |
| 1897   | Shamrocks de Montréal | AHAC  | 1  | 0                | -                | -  |                |                |
| 1898   | Shamrocks de Montréal | AHAC  | 8  | 3                | -                | -  |                |                |
| 1899   | Shamrocks de Montréal | CAHL  | 7  | 19               | 1                | 3  |                |                |
| 1900   | Shamrocks de Montréal | CAHL  | 7  | 17               | 5                | 12 |                |                |
| 1901   | Shamrocks de Montréal | CAHL  | 7  | 7                | 2                | 1  |                |                |

## Coupes Stanley
- Champion à la fin de la saison 1899 de la CAHL, le 4 mars
- Victoire 6 buts à 2, le 14 mars 1899, contre l'Université Queen's
- Victoire 2 matchs à 1, les 12, 14 et 16 février 1900, contre les Victorias de Winnipeg (MHL)
- Victoire 2 matchs à 0, les 5 et 7 mars 1900, contre les Crescents d'Halifax (MPHL)
- Champion à la fin de la saison 1900 de la CAHL, le 10 mars
- Défaite 2 matchs à 0, les 29 et 31 janvier 1901, contre les Victorias de Winnipeg (MHL)